# Noah Sarenren Bazee
Noah Joel Sarenren Bazee (* 21. August 1996 in Celle) ist ein deutsch-nigerianischer Fußballspieler. Er steht bei Arminia Bielefeld unter Vertrag.

## Karriere

### Vereine
Nach Jugendstationen in Südwinsen, Celle und beim JFC Allertal, einem Zusammenschluss von Vereinen aus Südwinsen, Wietze und Hambühren, wechselte Sarenren Bazee 2011 in die Region Hannover zum TSV Havelse. 2013 erfolgte der Wechsel in das Nachwuchsleistungszentrum von Hannover 96. Dort kam er in der A-Junioren-Bundesliga und in der Regionalliga zum Einsatz, bevor er am 8. April 2016 beim Trainerdebüt von Daniel Stendel gegen Hertha BSC (2:2) in der Startelf debütierte. Nachdem er fast ein halbes Jahr ausgefallen war, gab Sarenren Bazee am 30. Oktober 2016 beim 3:1-Sieg gegen die Würzburger Kickers sein Comeback.
Zur Saison 2019/20 wechselte Sarenren Bazee zum FC Augsburg, bei dem er einen Vertrag mit einer Laufzeit bis zum 30. Juni 2024 erhielt. Am 18. Januar 2020 wurde er im Heimspiel des FCA gegen den BVB in der 85. Minute für Daniel Baier eingewechselt und spielte damit zum ersten Mal in der Profimannschaft.
Ende August 2023 wechselte er zum Drittligisten Arminia Bielefeld. Mit der Arminia gewann er den Westfalenpokal 2023/24 durch einen 3:1-Sieg über den SC Verl.

### Nationalmannschaft
Im März 2017 wurde Sarenren Bazee vom deutschen Trainer Gernot Rohr für die nigerianische A-Nationalmannschaft nominiert. Aufgrund von Knieproblemen konnte Sarenren Bazee im Testspiel gegen Senegal aber nicht eingesetzt werden. Zuvor stand er allerdings auch schon auf der erweiterten Kaderliste der deutschen U-21 Nationalmannschaft. Derzeit kann er noch zwischen den beiden Verbänden wählen.

## Erfolge
- Westfalenpokalsieger (2): 2024, 2025